# Ghatkesar
Ghatkesar är en ort i Indien.   Den ligger i distriktet Rangareddi och delstaten Telangana, i den centrala delen av landet, 1 300 km söder om huvudstaden New Delhi. Ghatkesar ligger 484 meter över havet och antalet invånare är 19 243.
Terrängen runt Ghatkesar är platt. Runt Ghatkesar är det ganska tätbefolkat, med 199 invånare per kvadratkilometer. Närmaste större samhälle är Kāpra, 13,1 km väster om Ghatkesar. Trakten runt Ghatkesar består till största delen av jordbruksmark.